# Associazione internazionale degli esorcisti
L'Associazione internazionale esorcisti è stata fondata nel 1990 da un gruppo di sei sacerdoti, tra i quali padre Gabriele Amorth S.S.P. (sacerdote ed esorcista nella Diocesi di Roma), padre René Chenesseau (sacerdote ed esorcista francese), e da padre Jeremy Davies (laureato in Lettere ad Oxford e poi medico missionario-esorcista in Guyana, Nigeria e Ghana).
Ne fanno parte i preti esorcisti incaricati dal vescovo della diocesi di appartenenza. La parte più numerosa è italiana.
Dal 1990 al 2000 il presidente dell'Associazione è stato padre Gabriele Amorth S.S.P., nel 2000 venne eletto come suo successore padre Giancarlo Gramolazzo F.D.P., riconfermato nel luglio 2008. Dopo il decesso di padre Giancarlo Gramolazzo nel 2010, prese la carica di presidente ad interim, padre Cipriano De Meo, O.F.M. Cap., originario di San Severo nella provincia di Foggia. 

Il 2 luglio 2014, l'Associazione fu riconosciuta come associazione privata di fedeli dalla Santa Sede, a seguito di un decreto della Congregazione per il clero approvato il 13 giugno, con il quale si approvavano anche gli statuti a norma del can. 322 §2 del Codice di Diritto Canonico.
Attuale presidente dell'Associazione è mons. Karel Orlita, esorcista della diocesi di Brno (Repubblica Ceca). Vicepresidente è padre Francesco Bamonte, esorcista della diocesi di Roma e religioso dei Servi del Cuore Immacolato di Maria, già presidente dal 2012 al 2023.
Sono quasi 900 gli esorcisti soci dell'Aie nel mondo, ai quali si aggiungono, solo in Italia, 139 ausiliari.
L'Associazione ha sede a Roma e organizza degli incontri annuali: un anno si svolgono a livello nazionale, l'anno dopo a livello internazionale. Gli incontri hanno finalità d'aggiornamento ma anche di coordinamento riguardo all'attività degli esorcisti.
Dal 2016 l'AIE, ha istituito un corso teorico e pratico sul ministero dell'esorcistato per i sacerdoti.

## Pubblicazioni
- Associazione Internazionale Esorcisti (cur.), Statuto dell'Associazione Internazionale Esorcisti. Roma, 16 luglio 2018, Associazione Internazionale Esorcisti, 2018.
- Associazione Internazionale Esorcisti (cur.), Linee guida per il ministero dell'esorcismo. Alla luce del rituale vigente, Edizioni Messaggero Padova, 2019, ISBN 9788825050707.
- Associazione Internazionale Esorcisti (cur.), La sfida alla fede cristiana dell'occultismo nella società odierna. Il ruolo dei sacerdoti esorcisti, Edizioni Messaggero Padova, 2023, ISBN 9788825056518.

### Atti Convegni Nazionali e Internazionali
- Associazione Internazionale Esorcisti (cur.), Atti del Convegno Nazionale Esorcisti Italiani (9-13 settembre 2013), Associazione Internazionale Esorcisti, 2013.
- Associazione Internazionale Esorcisti (cur.), Atti Convegno Internazionale (20-25 ottobre 2014), Associazione Internazionale Esorcisti, 2015.
- Associazione Internazionale Esorcisti (cur.), Atti Convegno Nazionale (7-12 settembre 2015), Associazione Internazionale Esorcisti, 2016.
- Associazione Internazionale Esorcisti (cur.), Atti Convegno Internazionale (24-29 ottobre 2016), Associazione Internazionale Esorcisti, 2017.
- Associazione Internazionale Esorcisti (cur.), Atti Convegno Nazionale (11-15 settembre 2017), Associazione Internazionale Esorcisti, 2018.
- Associazione Internazionale Esorcisti (cur.), Atti Convegno Internazionale (24-29 ottobre 2018), Associazione Internazionale Esorcisti, 2019.

### Studi Associazione Internazionale Esorcisti
- Bamonte Francesco, Il cristianesimo contemporaneo a confronto con esoterismo, occultismo e satanismo, Edizioni Messaggero Padova, 2020, ISBN 9788825051476.
- Lanza Marcello, Gabriele Pietro Amorth. Demonologia e mistica nel celebre esorcista paolino, Edizioni Messaggero Padova, 2023, ISBN 9788825056488.

### Testi su cui è presente il logo dell'Associazione
- Lanza Marcello - Rinaldi Giovanni (cur.), L'ospite indesiderato- Atti del I Convegno Esorcisti Campani, EDB, 2017, ISBN 9788810521274.